# Salavat Julajev
Salavat Julajev (baškirsko Салауат Юлай-улы; rusko Салават Юлаев), baškortostanski narodni junak, udeleženec Pugačevega upora, vojak, pesnik in pevec, *16. junij 1754, † 26. september 1800.

## Življenje in delo
Salavat Julajev se je rodil 16. junija 1754 v vasi Tekejevo(vas je leta 1775 pogorela), ki je spadala posredno pod Orenburgški gubernij. O njegovi družini in mladosti je malo znanega, saj so po ukazu Katarine II. vse omembe upora in njegovih članov izbrisali iz zgodovinskih virov. Ostalo je zelo malo informacij.
Julajev je bil od začetka upora(leta 1773), ko je štel zgolj 19 let, eden od vodij in najzvestejših privržencev Pugačevega upora(končal se je leta 1775). Proslavil se je kot sposoben vojaški poveljnik,  ljudstvu je predstavljal ideje upora, Pugačevega in njegovo vojsko je oskrboval z denarjem, orožjem in novimi vojaki. Bil je ena od osrednjih osebnosti upora. Kljub poskusom vlade, da bi upor in upornike predstavili v slabi luči, se je pri ljudeh pojavila drugačna predstava. Videli so jih kot rešitelje iz rok nepravičnega sistema, prav to je omogočilo Julajevu, da je postal folklorni junak in Baškortostanski narodni heroj.
Po porazu je bil Julajev ujet in poslan v baltsko trdnjavo Paldinski v današnji Estoniji, kjer je leta 1800 pri 46 umrl.

### Folklora
Julajev ni bil zgolj sposoben vojak, pač pa je veljal za odličnega pevca, saj naj bi napisal več kot 500 pesniških del. Glavne tematike so boj proti zatiralcem, domača dežela in ljubezen do žensk.
Folklora danes pozna Julajeva kot skoraj mističnega junaka, odličnega pevca in sposobnega vojaka, njegovi podobi pa so prebivalci skozi leta dodali mistične lastnosti epskega junaka, za osnovo pa so prevzeli dejanske lastnosti Julajeva. Postal je narodni junak, njegov vpliv pa je najmočnejši na območju Baškortostana, saj je bil tam rojen. Pojavlja se v legendah, mitih in epih, najpogosteje s rojstnega območja in območij, kjer je deloval, malce manj znan pa je po celi Rusiji. 
Pomemben delež k ohranjanju spomina nanj so imeli tudi poveljniki carske vojske, saj so Salavata Julajeva v poročilih nadrejenim predstavljali kot "glavnega vodjo te preklete vstaje" in ga poimenovali "slavni Salavat".

### Zapuščina
Njegovo podobo lahko najdemo na grbu mesta Salavat, ki so ga poimenovali po njem. Po njem so poimenovali tudi drevored v Ufi, lokalno hokejsko moštvo in državno nagrado. Leta 1967 so mu postavili kip v Ufi, ki je visok skoraj 10 metrov. Najdemo ga lahko tudi na znamkah, v pesmih, romanih in drugih umetniških delih s tega področja.
Pesem:
Poems by Salawat Yulaev
Round the Ai river I went
And all my summer here I spent.
When the enemy here came
Like sheep it would run away
( legend: Salawat`s Stay at the Aj Riverside)
Prevod Akhmatyanova N.N., Ganeev B.T
Pesem Salavata Julajeva
Krog reke Ai sem šel
tu vse poletje preživel
ko bo sovražnik sem prišel
kot ovca tekel bo nazaj
(slovenski prevod: ČlovekNaLuni)

Citat:
"You are so far, my fatherland!
I would return home, but alas,
I am in chains, my Bashkirs!
The road home may be obscured by snow,
But come spring it shall melt –
I'm not dead yet, my Bashkirs!"
(slovenski prevod: ČlovekNaLuni)
"Tako daleč si, moja očetnjava!
Rad vrnil bi se domov, toda gorje mi,
v okovih sem moji Baškiri!
Pot domov je morda nejasna od snega,
toda pomlad pride in stopi ga_
nisem še mrtev, moji Baškiri!"